# Гурлево (Вологодская область)
Гурлево — деревня в Череповецком районе Вологодской области.
Входит в состав Югского сельского поселения (с 1 января 2006 года по 8 апреля 2009 года входила в Мусорское сельское поселение), с точки зрения административно-территориального деления — в Телепшинский сельсовет.
Расстояние до районного центра Череповца по автодороге — 94 км, до центра муниципального образования Нового Домозерова по прямой — 49 км. Ближайшие населённые пункты — Суковатка, Избная, Зиновка.
По переписи 2002 года население — 17 человек.